# Хайлендский лёгкий пехотный полк
Хайлендский лёгкий пехотный полк (англ. Highland Light Infantry), также известный как Хайлендская лёгкая пехота или Лёгкий пехотный полк горцев; полное официальное название, с 1923 года, Хайлендский лёгкий пехотный (города Глазго) полк (англ. Highland Light Infantry (City of Glasgow Regiment)) — пехотный полк Британской армии, существовавший с 1881 по 1959 год.
Сформирован 1 июля 1881 года в разгар реформ Хью Чайлдерса путём объединения 71-го и 74-го Хайлендских пехотных полков (2-го батальона) как городской полк Глазго, куда входили силы милиции и добровольцев-стрелков Великобритании. Он отличался тем, что у него не было своего уникального тартана, но при этом в полк вступали жители Глазго и всей Нижней Шотландии. Полк участвовал в обеих мировых войнах, интервенции в Советскую Россию и гражданской войне в Греции. В 1959 году он был объединён с Королевскими шотландскими фузилёрами, и на его основе был сформирован Батальон королевских хайлендских фузилёров при Королевском полку Шотландии. Полком-побратимом Хайлендского лёгкого пехотного полка был Хайлендский лёгкий пехотный полк Канады.

## Батальоны

### Регулярные
В составе Хайлендского лёгкого пехотного полка изначально были 1-й и 2-й батальоны, ранее известные как 71-й и 74-й пехотные батальоны. После провозглашения независимости Индии все пехотные полки были сведены по численности до батальонов в 1948 году. 23 сентября 1881 года 1-й и 2-й батальоны в Глазго были сведены в 1-й батальон Хайлендской лёгкой пехоты («семьдесят первый дробь семьдесят пятый»). 2-й батальон находился в Англии, пока не был вызван для службы в Египте. 20 августа 1882 года они высадились в Египте: их основной формой тогда были красные саржевые туники и клетчатые штаны 74-го батальона. Во время сражения при Тель-эль-Кебире полк потерял 17 убитыми и 57 ранеными. Лейтенант Уильям Эдвардс был награждён Крестом Виктории.

### Милиция
В соответствии с положениями реформ Чайлдерса полки милиции (ополчения) стали вскоре резервными батальонами для новых полков. 1-й батальон королевской милиции Ланарка стал 3-м батальоном милиции при Лёгком пехотном полке. В 1883 году 4-й батальон милиции был образован, а в 1908 году милиция стала называться Специальным резервом. В годы Первой мировой войны батальоны резерва занимались обеспечением основных батальонов, в 1921 году они фактически были отстранены от работы и в 1953 году распущены окончательно.

### Территориальные батальоны
Образованные в 1859—1860 годах добровольческие батальоны были преобразованы в 1881 году в стрелковые добровольческие подразделения. 5-й, 6-й, 8-й, 9-й и 10-й / 25-й Ланаркширские стрелковые добровольческие батальоны были включены в состав полка, позднее сменив нумерацию с 1-го по 5-й в 1887 году. В 1908 году после образования Территориальной обороны они получили новую нумерацию: 5-й города Глазго, 6-й города Глазго, 7-й Блиствудский, 8-й Ланаркский и 9-й хайлендцев Глазго.
В Первую мировую войну территориальные батальоны выступали как подразделения «второй линии». В конце войны Территориальная оборона была преобразована в Территориальную армию, сам процесс длился до 1920 года. 5-й, 60-й, 7-й и 9-й батальоны были также преобразованы: 7-й влился в Королевскую артиллерию, а после удвоения численного состава Территориальной армии появились 10-й, 11-й и 2-й/9-й батальоны. В 1942 году 11-й батальон был переведён в бронетанковые войска и стал 156-м бронетанковым полком в Королевском бронетанковом корпусе с сохранением старой эмблемы Лёгкого пехотного полка на чёрных беретах танкистов.
В 1947 году Территориальная армия снова подверглась реформированию: в Хайлендском лёгком пехотном полку остались только 5-й/6-й батальон и батальон хайлендцев Глазго. В 1967 году оба были объединены с другими батальонами из Нижнешотландской бригады, на их основе появился 52-й Нижнешотландский добровольческий полк.

### Батальоны военного времени

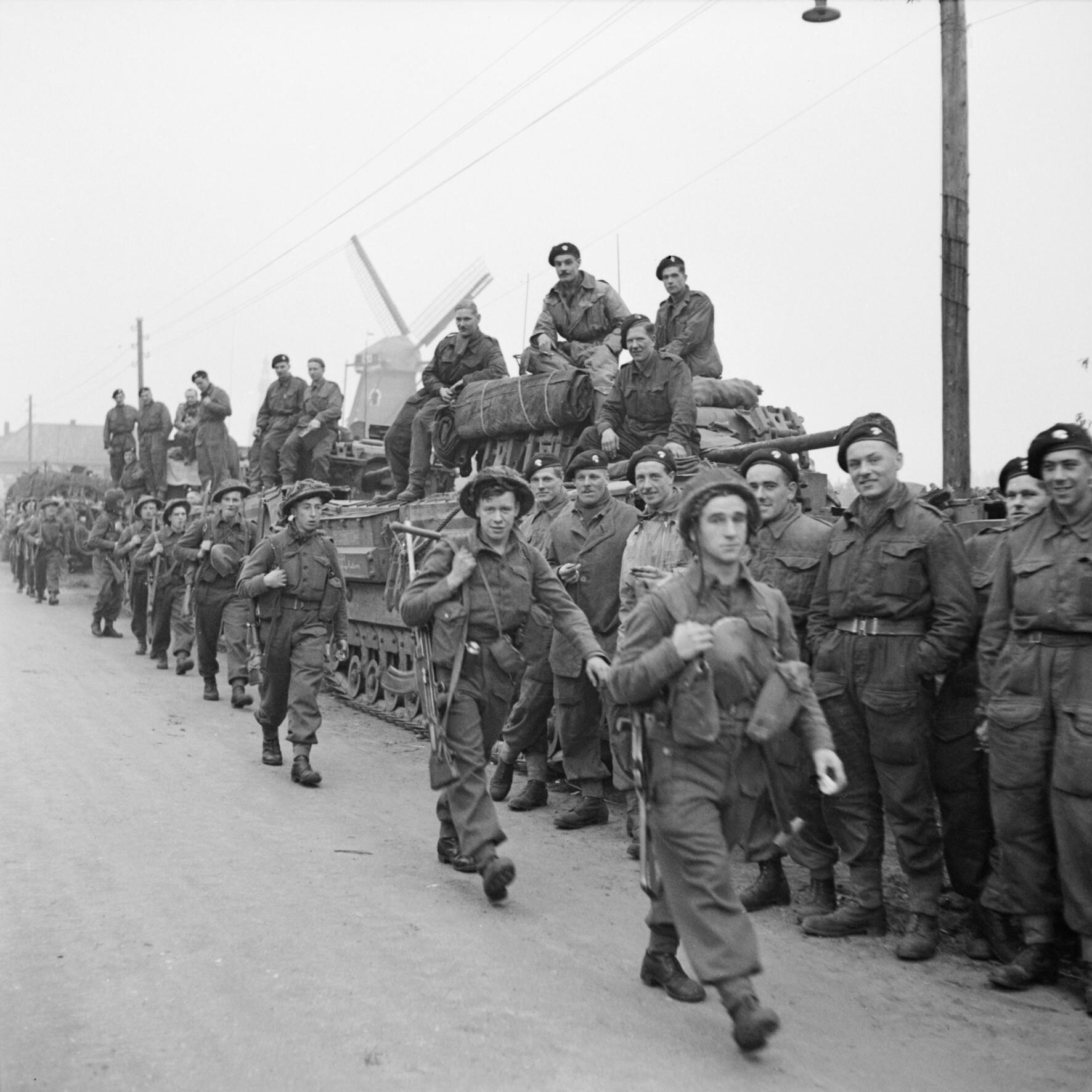
Хайлендский лёгкий пехотный полк в Нидерландах в 1944 году

Полк расширялся специально на время обеих мировых войн. 26 батальонов участвовали в Первой мировой войне с учётом гарнизонных подразделений и подразделений резерва. Во Вторую мировую войну масштабы расширения были не настолько крупными.
2 сентября 1914 на основе военнослужащих батальона Глазго из Бригады мальчиков был образован 16-й батальон службы (2-й батальон Глазго), ставший известным как Батальон бригады мальчиков Глазго. Известность он приобрёл в битве на Анкре, в самом конце битвы на Сомме, когда 60 солдат роты D были взяты в окружение. В ответ на предложение сдаться они ответили отказом: в итоге из 60 солдат 45 было убито в бою, из оставшихся в живых ещё трое умерли от ранений. Сэр Хьюберт Гоф, генерал британской армии, выразил благодарность в армейском приказе № 193.
16-й батальон и ещё двое родственных ему — 15-й «трамвайный» Глазго (официально 1-й батальон Глазго) и 17-й «коммерческий» Глазго (официально 2-й батальон Глазго) — считались «братскими» батальонами по предложенной лордом Дерби военной классификации, хотя официально не назывались так. Эти прозвища батальоны получили в лагере Гэйл, близ Труна, во время тренировок с сентября 1914 по май 1915: 15-й был известен как «1-й Пьянствующий» (англ. Boozy First), 16-й — как «2-й Священный» (англ. Holy Second), 17-й — как «Неженки» (англ. Featherbeds) или как «3-й Святой» (англ. Saintly Third). В результате урагана однажды весь тренировочный лагерь был серьёзно повреждён, а палатки для ночлега разрушены. В итоге солдатам 3-го батальона пришлось перебраться в Трун, в то время как 1-й и 2-й батальоны продолжили ночевать на открытом воздухе. За это 3-й батальон и получил нелицеприятное прозвище «Неженки». На основе 17-го батальона вскоре появился клуб, который получил название «Клуб неженок».

## Униформа
Хайлендский лёгкий пехотный полк был единственным полком, носившим тартановые брюки, пока в 1947 году не были приняты килты. В нём же исключением был батальон хайлендцев Глазго, который носил килты на правах территориального батальона. Униформа образца 1914 года включала тёмно-зелёный кивер с костяным козырьком и зелёными шнурками, бордовый мундир и брюки с тартаном клана Маккензи. В парадную форму включались белые мундиры и зелёные гленгарри.
74-й полк первые 15 лет служил в Индии, где солдаты считали килт слишком тяжёлым. В 1806 году они вернулись в Шотландию и утратили право на ношение этой униформы спустя три года, ещё спустя 7 лет лишились имени хайлендцев. В 1845 году по просьбе командира, полковника Эйра Крэбба, полку вернули его законное имя, но при этом обязали носить клетчатые брюки и капот по образцу 71-го полка. Портрет полковника Крэбба со своими подчинёнными в новой форме вскоре стал достоянием Национального военного музея Шотландии в Эдинбургском замке, а тартан был утверждён в 1882 году.

## Некоторые военнослужащие
- Выпускник Королевского военного колледжа в Сандхерсте Дэвид Нивен служил в Хайлендском лёгком пехотном полку и дослужился до звания субалтерн-офицера, но при этом ненавидел клетчатые брюки и в ответ на предложения выбрать униформу просил предоставить «что угодно, только не от лёгкой пехоты хайлендцев» (англ. Anything but the Highland Light Infantry). В полку он служил в 1930-е годы в Великобритании и на Мальте.
- 1-м пехотным батальоном полка командовал в своё время Джек Черчилль — представитель британских коммандос, шедший в бой с длинным луком и палашом в годы Второй мировой войны.
- Ещё один командир 1-го батальона, Дэрил Уотсон, дослужился до звания генерала и руководил в годы Второй мировой войны 2-й пехотной дивизией, а затем и Западным командованием Британской армии.
- Одним из известнейших солдат полка был волынщик Билл Миллин, который во время высадки в Нормандии поддерживал наступавших британских солдат игрой на великой хайлендской волынке.
- Второй лейтенант Чарльз Джерейнт Кристофер Пейн, служивший в этом полку, погиб в битве при Нев-Шапель 12 марта 1915 года. Горе его невесты Кэтрин Фрэнсис Клаузен, однако, вдохновило отца Кэтрин, художника Джорджа Клаузена, на написание картины «Скорбящая юность».
- Рядовой Джордж Уилсон, кавалер высшей военной награды Великобритании — Креста Виктории, награждённый за героизм, проявленный в боевой обстановке (1914).

## Комментарии
1. ↑  Искажённое The Glasgow Killers